# Großebersdorf
Großebersdorf  är en ort och kommun i Österrike. Den ligger i distriktet Mistelbach i förbundslandet Niederösterreich, 19 km norr om huvudstaden Wien. 
Kommunen består av fyra orter (Ortschaften) (inom parentes invånarantal 1 januari 2024):
- Eibesbrunn (322)
- Großebersdorf (1 092)
- Manhartsbrunn (417)
- Putzing (484)